# Бурденюк, Георгий Гаврилович
Георгий Гаврилович Бурденюк (10 июня 1966, Данковцы — 14 декабря 1985, ущелье Крут) — рядовой ВС СССР, участник Афганской войны.

## Биография
Родился 10 июня 1966 года в деревне Данковцы Хотинского района Черновицкой области УССР. Украинец.
Окончил Кицманский сельхозтехникум, работал ветеринарным фельдшером в колхозе «Прапор Перемоги». Активно занимался спортом, имел несколько разрядов по разным видам спорта.
В вооружённых силах СССР с 3 мая 1985 года, призван Кицманским райвоенкоматом Черновицкой области. С сентября 1985 года нёс службу в Афганистане, служил огнемётчиком в десантно-штурмовом батальоне (в/ч полевая почта 83599), дислоцировавшемся в провинции Парван. Участник двух боевых операций.
14 декабря 1985 года в районе ущелья Крит рядовой Бурденюк из огнемёта подавил 2 огнемётные точки противника, однако был смертельно ранен осколком разорвавшейся мины и умер на следующий день.
За мужество и отвагу награждён Орденом Красной Звезды (посмертно). Похоронен в родном селе, где его именем названы улица и поле.